# Graveur général des monnaies
Le graveur général des monnaies dirige en France le service de la gravure et la création des principaux instruments monétaires, des poinçons, des coins et viroles pour la fabrication des monnaies et médailles et des poinçons et bigornes de la garantie en lien avec la Monnaie de Paris.
Pour décrire cette fonction dans le passé, on peut reprendre les termes de Désiré-Albert Barre qui écrit ainsi à son confrère de Turin en 1864 :
« Les fonctions de graveur général des monnaies de France créées par Henri II impliquent la reproduction et la fourniture de tous les coins de monnaies employés dans les ateliers monétaires de l’Empire. Ces ateliers monétaires au nombre de treize sous Napoléon Ier sont réduits aujourd’hui à trois : Paris, Strasbourg et Bordeaux… Le graveur général est logé dans l’hôtel central des Monnaies à Paris.
Il ne jouit d’aucun appointement, le local de ses ateliers lui est fourni par l’État, le matériel de ces ateliers lui appartient, les frais de personnel, contremaitre et ouvriers sont à sa charge… »
À l’époque où la frappe des monnaies était réalisée dans de nombreux ateliers, à Paris et en province, le graveur général avait pour rôle de créer le dessin original des monnaies ainsi que les poinçons servant à réaliser les coins permettant de frapper les monnaies. Il transmettait ces poinçons aux graveurs de chaque atelier.
C’est Henri II qui institua en 1547, dès la première année de règne, l’office de graveur général. Le premier des graveurs généraux fut Marc Béchot.
La fonction de graveur général est supprimée au 1er mars 2001. La fonction de graveur en chef de la monnaie est assurée au titre de chef du service de la gravure.
Le titre de graveur général est ensuite réactivé en juillet 2020 ; Joaquin Jimenez en est le titulaire. 

## Liste des graveurs généraux des monnaies
Cette liste est établie pour les graveurs généraux d'avant la Révolution d'après Désiré-Albert Barre.
1. Marc Béchot, de 1547 à 1557
2. Claude de Héry, de 1557 à 1582
3. Philippe Danfrie l'ancien, de 1582 à 1590
4. Philippe Danfrie (le jeune), de 1590 à 1604
5. Philippe Danfrie l'ancien, de 1604 à 1605
6. Nicolas Briot, de 1605 à 1625
7. Pierre Regnier fait fonction de graveur général, de 1625 à 1630
8. Jean Darmand, dit l'Orphelin, de 1630 à 1646
9. Jean Varin, de 1646 à 1672
10. François Varin, du 20 décembre 1672 au 22 novembre 1681
11. Joseph Roëttiers, du 5 décembre 1682 à 1703
12. Norbert Roëttiers, de 1704 à 1727
13. Joseph Charles Roëttiers, de 1727 à 1753
14. Charles Norbert Roëttiers, de 1753 à 1772
15. Joseph Charles Roëttiers, de 1772 à 1774[7]
16. Pierre-Simon-Benjamin Duvivier, de 1774 à 1791
17. Augustin Dupré, An IV - An XI
18. Pierre-Joseph Tiolier, An XI à 1816
19. Nicolas-Pierre Tiolier, du 11 septembre 1816 au 31 décembre 1842
20. Jacques-Jean Barre, du 1er janvier 1843 au 14 février 1855
21. Désiré-Albert Barre, du 27 février 1855 au 31 décembre 1878
22. Bertrand Marchais graveur général par intérim à Bordeaux, du 4 octobre 1870 au 23 juin 1871
23. Jean-Auguste Barre, du 1er janvier 1879 au 31 décembre 1879
24. Jean Lagrange, de 1880 à 1896
25. Henri-Auguste-Jules Patey, de 1896 à 1930
26. Lucien Bazor, de 1931 à septembre 1958
27. Raymond Joly, d'octobre 1958 à avril 1974
28. Émile Rousseau, d'avril 1974 à février 1994
29. Pierre Rodier, du 3 février 1994 au 28 février 2001 — fonction supprimée (de mars 2001 à juin 2020)
30. Joaquin Jimenez, depuis juillet 2020

## Liste des chefs du service de la gravure
1. Gérard Buquoy, du 1er mars au 31 décembre 2001
2. Serge Levet, de 2002 à 2003
3. Hubert Lariviere, de 2003 à 2010
4. Yves Sampo, depuis 2011[8]